# ローマ包囲戦 (紀元前508年)
プルセナスのローマ包囲戦は、共和政ローマ成立直後の紀元前508年/紀元前507年に発生した、共和政ローマとエトルリア都市クルシウム（en）との間の戦いである。ローマはクルシウム王ラルス・プルセナスを撃退し、独立を守った。

## 背景
紀元前509年、最後のローマ王で、エトルリア人のタルクィニウス・スペルブスが追放された。これはラティウムにおけるエトルリア勢力の影響力低下を意味したが、ローマはクルシウムから15マイルしか離れていなかった。ローマは王政に代わり、共和政を導入した。
追放されたタルクィニウスは、その祖先の出身地であるタルクィニイと、ローマに領土を奪われていたウェイイに支援を求めた。タルクィニウスは両都市の軍を率いてローマ軍と戦うが、2月の最後の日にシルウァ・アルシアの戦いで両軍は激突した。両軍共に損害は大きく、ローマ軍を率いた二人の執政官の内のルキウス・ユニウス・ブルトゥスは戦死した。突然の激しい嵐で戦闘は中断され、勝敗はつかなかった。両軍共に勝利を宣言したが、その夜の遅くにエトルリア軍の損害がより甚大であることが分かった。
多くのエトルリア兵が逃亡し、また多くが捕虜となった。執政官プブリウス・ウァレリウス・プブリコラは敗走したエトルリア軍の遺棄した武器を集め、ローマに戻り紀元前509年3月1日に凱旋式を挙行した。

## 戦闘

### 最初の強襲

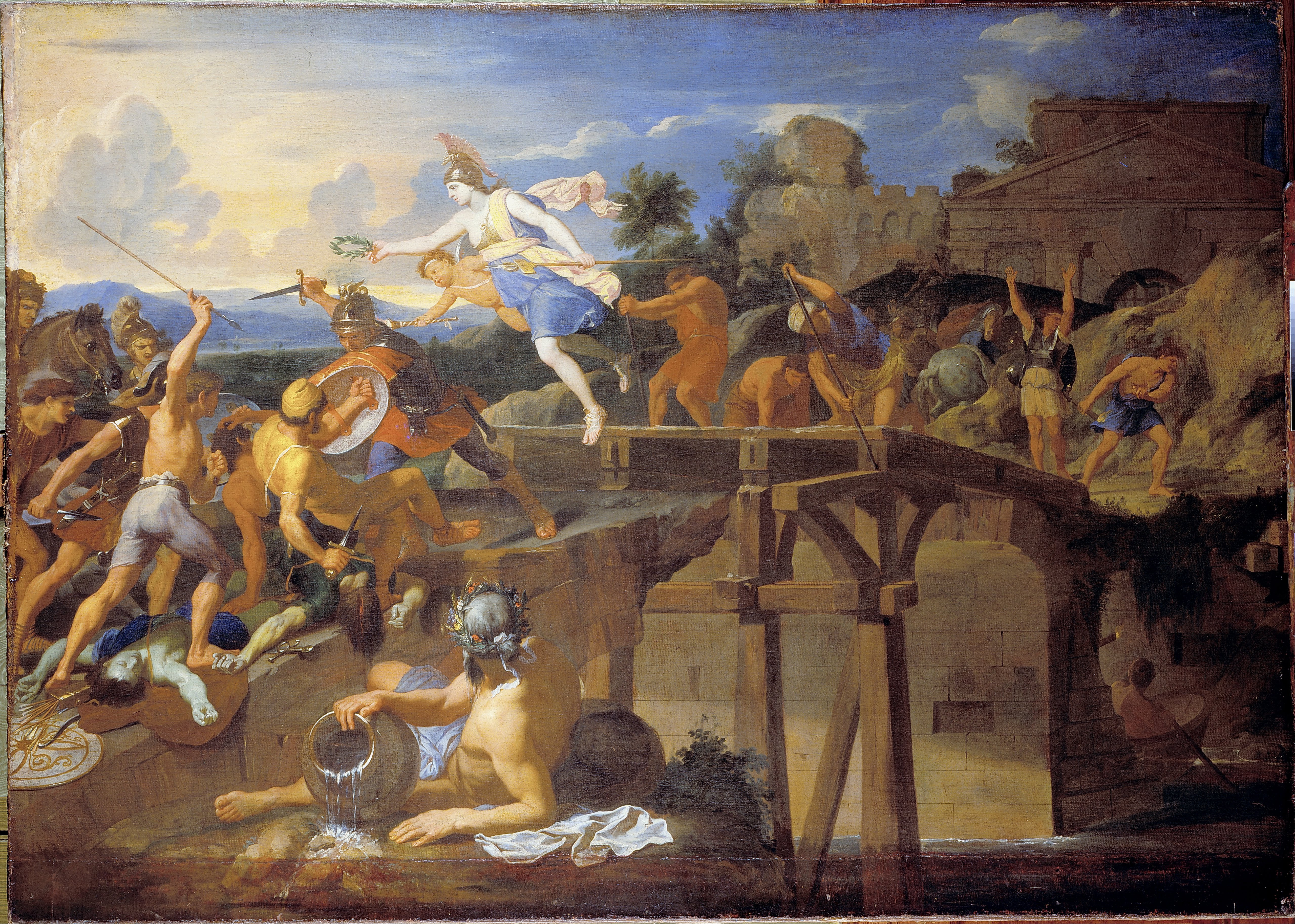
スブリキウス橋を守るホラティウス・コクレス （シャルル・ルブラン、1642年/43年）

タルクィニウスはタルクィニイとウェイイを使っての権力奪還に失敗したため、翌紀元前508年にはクルシウム（現在のキウージ）王ラルス・プルセナスの支援を求めた。
当時のクルシウムは強大なエトルリア都市であった。プルセナスはクルシウムの王とされるが、他のエトルリア都市も同盟していた可能性がある。大プリニウスは、プルセナスの墓標には、「クルシウムの王」ではなく「エトルリアの王」と刻まれていると述べている。エトルリアの伝説では、プルセナスは電光を使って街に危険をもたらしたオイタの怪物を退治したとされることから、ウォルシニイ（en）の王であったことも示唆される。さらに、ハリカルナッソスのディオニュシオスとフロルス（en）は、プルセナスはクルシウムの王であり、全エトルリアの王であるとしている。
ローマ元老院はプルセナスの軍が接近してくることを知り、ローマ市民が恐怖のあまり敵軍を招き入れ、タルクィニウスの復位を認めてしまうことを恐れた。差し迫る篭城戦に耐えるために市民の問題を解決して団結を強めようと、元老院はいくつかの策を講じた。例としてはウォルスキ族とクーマエからの穀物輸入、塩の専売制度の導入（塩の値段が高騰していたため）、低所得者の免税、等がある。これらの策は成功し、ローマ市民は団結して敵に向かうことになった。
プルセナスは軍を指揮してローマへの攻撃を開始した。クルシウム軍はローマに通じるテヴェレ川のスブリキウス橋（en）を急襲した。ローマ軍士官の一人であるプブリウス・ホラティウス・コクレス（en）は敵兵がヤニクルムの丘を占領し、そこから下って橋を攻撃してくるの認めた。ローマ軍守備兵はパニックになり武器を捨てて逃走しようとした。しかしホラティウスは、ここで逃げたとしても敵は直ぐにパラティヌスの丘を占領するから無駄だと叫び、ローマ兵を敵に向かわせた。続いて兵士達に、あらゆる手段を使って橋を破壊するように命じた。この間にも敵の矢が降り注ぎ、彼にも命中した。彼は橋の先端で武器を持って立ち止まっていたため、エトルリア兵はその勇気に驚いた。
ティトゥス・ヘルミニウス・アクィリヌスとスプリウス・ラルキウス・ルフスもホラティウスに加わった。ヘルミニウスとラルティウスは橋がほぼ破壊された時点で撤退した。
エトルリア兵はしばらく呆然としていた。しかし、恥をすすぐために猛烈な攻撃を開始した。しかしホルティウスは、楯で敵の攻撃を防ぎ、全ての努力を払って自身の位置を確保した。ついには圧倒されそうになったが、その瞬間に橋は破壊された。ホルティウスは叫んだ「父なるテヴェレよ、あなたの水流という武器でこの一兵士を守りたまえ」。続いて川に飛び込み、敵の弓矢が降りそそぐ中、泳いで川を渡った。後にホラティウスの像がコミティウム（en、公共の広場）に作られ、広大な土地が与えられ、また市民も資財を寄贈した。

### 包囲戦
強襲が失敗に終わると、プルセナスは戦略を変更し、ローマを封鎖した。ヤニクルムの丘に守備兵を置き、テヴェレ川の河畔に野営地を設営した。また舟艇を集めて河上交通を遮断し、市内への穀物の移送ができないようにし、また郊外には襲撃部隊を送った。これによって、ローマ郊外の農民は収穫物も牧草も残したまま、城壁内部に退避せざるを得ずなかった。これはエトルリア軍の緻密な計画の一環であった。
リウィウスによると、執政官プブリウス・ウァレリウス・プブリコラは敵の大軍を驚かす方法を考えていた。ある日、エトルリア軍の関心を向けさせるために、脱走兵を利用して、翌日に大量のローマ人に羊と共にエスクイリーナ門（エトルリア軍野営地の反対側）から場外に出ることを許すとの情報を与えた。これを知ったエトルリア兵は、大量の戦利品を期待して、いつもより多数がテヴェレ川付近をうろついていた。ティトゥス・ヘルミニウスはプラエネスティーナ街道沿い、ローマから2マイルの位置で中規模の部隊と共に待機するよう命じられた。スプリウス・ラルティウスはコリナ門（en）の内側に若者からなる軽装歩兵を留め、敵兵の撤退路を断つよう命令されていた。
二人の執政官のうち、ティトゥス・ルクレティウス・トリキピティヌスはナエウィア門から数個中隊（マニプルス）から城外に出た。他方ウァレリウスは選抜された兵を率いてカエリウス丘へ向かうが、これは敵に最初に視認されることになる。ルクレティウスは、戦闘が開始されたことを確認すると、隠れていた場所から出て、ルクレティウス攻撃に向かう際に不注意にも後に残されていたエトルリア軍の補給物質を攻撃した。左側にはコリナ門からの、右側にはネウィア門からのローマ兵が殺到し、囲まれたエトルリア兵は虐殺された。エトルリア兵はローマ兵より数的に劣勢であり、撤退することもできなかった。この敗北はエトルリア人の終わりを告げるものであった。

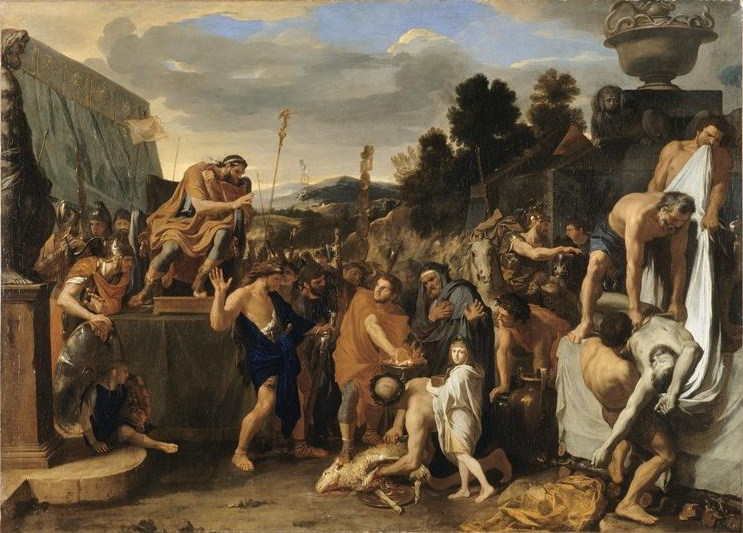
プルセナスの前に引き出されたガイウス・ムキウス（シャルル・ルブラン、1643年-1645年）

プルセナスは包囲を続けたが、ローマでは穀物の補給が続かず、補給不足に陥り始めていた。一人の若い貴族、ガイウス・ムキウスは、包囲を終わらせようと、誰とも相談すること無しに、敵軍の野営地に忍び込もうとした。しかし、もし元老院の許可なしに街を出ると脱走兵として逮捕されてしまう可能性もあったために、元老院に対して彼の計画を打ち明けた。
元老院は彼の計画を許し、ガウンの下に隠す剣を与えた。ムキウスは野営地への潜入に成功し、兵の間を抜けてプルセナスに接近することに成功した。丁度その日は兵士の給料の支払日であり、プルセナスの隣に、よく似た服を着た書記官が座っていた。どちらがプルセナスかを聞くと、自分がローマ人だとばれる可能性があったため、運命に任せて一人に切りつけたが、殺害したのは秘書であった。ムキウスは逃れようとしたが、王の親衛隊に捕らえれれ、プルセナスの前に引き出された。彼は次のように答えた：
「私はガイウス・ムキウス、ローマ市民だ。私は敵を殺しにやってきたあなた方の敵である。また敵を殺す覚悟と同様、私には死ぬ覚悟もできている。我々ローマ人は行動を起こすときには勇気をもって攻撃し、傷を受けるのも勇気を持って甘んじるであろう。」
これを聞いたプルセナスは恐れかつ怒り、ムキウスの身体を火であぶって拷問することとした。ムキウスは従容としてこれを受け入れるどころか、プルセナスよりも先に松明をつかみ右手に押し当てて、痛みの表情を出さすに炎が右手を焦がすままに耐えた。これを見たプルセナスはムキウスの行動に感動し、解放してローマに戻ることを許した。ムキウスは暗殺を狙うローマの若者は300人に達し、彼はその最初の一人に過ぎないとプルセナスに告げた。
ムキウスはプルセナスの使節によってローマに送り返されたが、後に彼自身および彼の子孫達はスカエウォラ（左手）のコグノーメン（第三名）を名乗ることとなる。これは火傷で右手が使えなくなったためである。プルセナスは300回も同じ危険に会うことを恐れ、ローマと講和することにした。

## その後
ローマの伝説によれば、プルセナスはホラティウス・コクレス、ガイウス・ムキウス、また後述するクロエリア（en）のようなローマの人々の行動に感銘し、ローマの攻略を諦めてクルシウムに戻ることとなった。これはローマに好意的な記述をするリウィウスやフロルスが詳しく記述していることであるが、おそらくはローマの敗北を覆い隠すためのものであろう。リウィウスは、プルセナスが最初に提示した平和条約の中に、拒否されることが分かっているにもかかわらず、タルクィニウスの復位が含まれていたとする。彼はその案を提出したが、タルクィニウスをタルクィニアに亡命させることまで拒否されるとは想像していなかった。代わりに、ローマは前回の戦争で獲得したウェイイの土地は返却することに合意した。また、ヤニクルムの丘からエトルリア軍が撤退するに当たり、ローマは人質を提供することが合意された。このような条件で講和し、プルセナスはローマを去った。他方、勇敢な行為で戦争を終わらせたムキウスは、元老院からテヴェレ川右岸に農地を貰い受けるが、後に「ムキア・プラタ」（ムキウスの牧草地）と呼ばれることとなる。

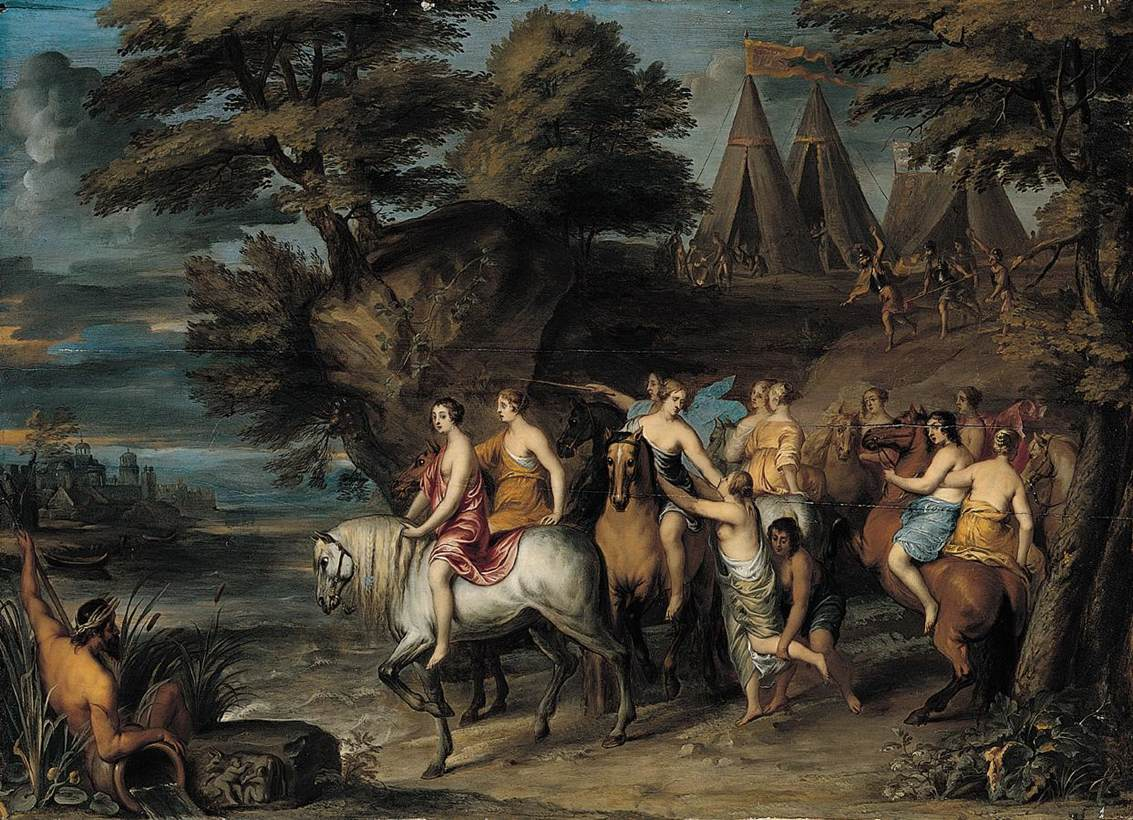
エトルリア軍から脱走するクロエリア（Frans Wouters、17世紀中ごろ）

最後にまた愛国的な行動があった。合意に基づいて渡された人質の中にクロエリア（en）という若い女性がいたが、彼女はローマの乙女達を率いてエトルリア軍から逃れて来た。プルセナスは彼女の返還を求め、ローマはこれに同意した。彼女がエトルリア軍営に戻ると、プルセナスは彼女の勇気に感激し、人質の半分を解放することを許した。クロエリアは、若い少年を解放させることを選んだ。ローマ人はこのクロエリアの行為を誇りとし、ウィア・サクラ（ローマの大通り）の一番高い位置に、馬にまたがった彼女の像を建てた。
リウィウスは、紀元前507年もしくはその翌年に、プルセナスは再び元老院に大使を送り、タルクィニウスの復位を要求したと述べる。ローマは何人かのレガトゥス（使者）をプルセナスの元に送り、彼の復位をローマが認めることは絶対無く、プルセナスはその決定を尊重すべきと告げさせた。プルセナスはこれに合意し、クルクィニウスに対してクルシウム以外の亡命先を探すように伝えた。プルセナスはまたローマの人質を返還し、また先の条約でウェイイに返還させた土地もローマに戻した。
ハリカルナッソスのディオニュシオスによると、プルセルナスの出発後、元老院は象牙の王座、笏、金の冠、王の王たる服を送った。プルタルコスは、プルセルナスの銅像が元老院の近くに建てられ、ローマは何年もの間賠償金を支払ったと言う。大プリニウスも、農業用を除いてプルセルナスはローマより鉄の使い方が上手かったとしている。

## 参考資料

### 古代の一次資料
- Livy, Ab Urbe
- Florus, Epitomae Liber
- Eutropius, Breviarium ab Urbe condita
- Plutarch,  Parallel Lives
- Strabon, Geography
- Pliny the Elder, Naturalis Historia
- Dionysius of Halicarnassus, Roman Antiquities

### 現代の研究書
- Giovanni Brizzi , History of Rome. 1. From Origins to Azio , Bologna, 1997, ISBN  88-555-2419-4 .
- T.Cornell J.Matthews, Atlas of the Roman World , Novara, De Agostini, 1982.
- TJ Cornell, The Beginnings of Rome - Italy and Rome from the Bronze Age to the Punic Wars (c. 1000-264 BC) , New York, Routledge, 1995, ISBN  978-0-415-01596-7 .
- Gary Forsythe, A Critical History of Early Rome , Berkeley, University of California Press, 2005, ISBN  0-520-24991-7 .
- SP Oakley, A Commentary on Livy Books VI-X , I: Introduction and Book VI, Oxford, Oxford University Press, 1997, ISBN  0-19-815277-9 .
- SP Oakley, A Commentary on Livy Books VI-X , II: books VII-VIII, Oxford, Oxford University Press, 1998, ISBN  978-0-19-815226-2 .
- André Piganiol, The Conquests of the Romans , Milan, The Sage, 1989, ISBN  88-04-32321-3 .